# Гордан Марас
Гордан Марас (Загреб, 13. јун 1974) је хрватски политичар и економиста. Министар је у Влади Зорана Милановића.

## Биографија
Основну школу и гимназију је завршио у Загребу. Дипломирао је економију на Универзитету у Загребу 1999. године. Пословно управљање је дипломирао на Пословној школи Котруљи.
У Хрватском олимпијском центру Бјелоласица био је од 2001. до 2003. године водитељ продаје, а касније и извршни директор. Након тога годину дана био је извршни директор „Максима комуникација“ из Загреба. Пословни директор Социјалдемократске партије био је од 2004. до 2010. године.
Живи у ванбрачној заједници и има двоје деце. Говори енглески језик, а хобији су му тенис и фудбал.

### Политичка каријера
Члан је Социјалдемократске партије од 1997. године. Своју политичку каријеру започео је у Форуму младих СДП-а где је прво био потпредседни две године, а потом и председник од 2000. до 2002. године. Од 2000. године је и члан Главног одбора СДП-а, све до 2008, а 2009. године постаје потпредседник загребачког СДП-а.
На шестим парламентарним изборима 2008. године изабран је први пут за посланика у Хрватском сабору. У овом мандату био је потпредседник Одбора за финансије и државни буџет, члан Одбора за привреду и Одбора за просторно планирање и градитељство.
На седмим парламентарним изборима 2011. године други пут је изабран у Сабор. После избора мандат за састављање хрватске Владе поверен је Зорану Милановићу, кандидату Кукурику коалиције, који га је изабрао за министра предузетништва и заната 23. децембра 2011. године.
На 12. конвенцији СДП-а 2. јуна 2012. године изабран је за потпредседника СДП-а заједно с Комадином, Опачићком и Рајком Остојићем, као и у председништво Странке.